# Whiteson Changwe
Whiteson Changwe (né le 19 octobre 1964 à l'époque en Rhodésie du Nord aujourd'hui en Zambie, et mort le 27 avril 1993 dans l'océan Atlantique au large des côtes du Gabon lors d'un accident d'avion) est un joueur de football international zambien, qui évoluait au poste de défenseur.

## Biographie

### Carrière en sélection
Avec l'équipe de Zambie, il joue entre 1987 et 1993. 
Il figure dans le groupe des sélectionnés lors des Coupes d'Afrique des nations de 1990 et de 1992. La sélection zambienne se classe troisième de la compétition en 1990.
Il joue 11 matchs comptant pour les tours préliminaires de la coupe du monde, lors des éditions 1990 et 1994.